# 智順 (女優)
智順（ちすん、1982年11月3日 - ）は、日本で活動する韓国籍の女優。旧芸名、ちすん。本名は金 智順（キム・ヂスン、김지순）。
大阪府出身。ファザーズコーポレーション所属。劇団阿佐ヶ谷スパイダース団員。

## 来歴
大阪朝鮮高級学校在学中に出演したクラシックバレエ公演をきっかけに吉本興業にスカウトされ、劇団「よしもとザ・ブロードキャストショウ」に加入。メンバーとして多くの舞台劇経験を積む。
2003年、特撮番組『超星神グランセイザー』（テレビ東京）の敵女戦士・ルシア役でドラマデビューし、以降テレビや映画などにも活動の場を広げている。
2005年には、映画『パッチギ!』に出演。同年にはNHKの連続テレビ小説『風のハルカ』で、主人公ハルカ（村川絵梨）の勤める大阪の旅行会社の先輩社員役を演じ、一般視聴者のあいだにも知名度をあげた。
韓国の音楽グループ超新星のメンバー・ソンジェが初の単独主演を務めた2017年公開予定の映画『Guest House』にてヒロイン・ヒロコ役を演じ、韓国映画に初出演。ソンジェとのデュエットにより作品のエンディング曲も担当し、初めてのレコーディングにも挑戦した。
2018年2月より劇団阿佐ヶ谷スパイダースにオーディションを経て新メンバーとして入団する。
2019年末で吉本興業を退社し、2020年よりファザーズコーポレーションに所属して芸名を智順（ちすん）と改めて活動する。
私生活では、共通の知人を通じて知り合った会社経営の40代の一般男性と、1年半の交際期間を経て2018年7月3日に婚姻届を提出し結婚した。7月10日に事務所を通じて発表した。

## 人物
韓国籍の在日3世。
身長:169cm。B:78cm、W:60cm、H:80cm。靴のサイズ:24.5cm。血液型:O型。
特技：服飾デザイン、クラシックバレエ、韓国舞踊（高校日本一）。
実姉は、FM802でDJを務めていた金明順（キム・ミョンスン、김명순）。高等学校2年のときに母を亡くした。

## 出演

### 映画
- 血と骨（2004年、崔洋一監督）
- パッチギ!（2005年、井筒和幸監督） - シルサ 役
- 着信アリ2（2005年、塚本連平監督） - 内山まどか 役
- メールで届いた物語『アボカド納豆。』（2005年、鈴木元監督） - 大沢恵美 役
- 奇談（2005年、小松隆志監督） - 赤沼静江 役
- かぞくのひけつ（2006年、小林聖太郎監督） - 大澤ゆかり 役
- パッチギ! LOVE&PEACE（2007年、井筒和幸監督） - 済州島の海女 役
- 湾岸フルスロットル1（2008年） - マリコ 役
- 湾岸フルスロットル2（2008年） - マリコ 役
- いけちゃんとぼく（2009年、大岡俊彦監督） - 先生 役
- 幸せの舌シチュー（2009年、オール阪神監督） - 高田良美 役
- マーシャル博士の恐竜ランド（2009年） - ホリー 役[注 2]
- ヒーローショー（2010年、井筒和幸監督） - 江沢あさみ 役
- 津軽百年食堂（2011年、大森一樹監督） - 藤川美月 役
- 犬の首輪とコロッケと（2012年1月公開、ファントム・フィルム） - ミチコ 役
- 莫逆家族-バクギャクファミーリア-（2012年9月8日、東映、熊切和嘉監督） - 火野キリ 役
- ワーキング・ホリデー（2012年11月17日、よしもとクリエイティブ・エージェンシー、岡本浩一監督） - 神保由希子 役
- のぼうの城（2012年11月2日、犬童一心監督・樋口真嗣監督） - すが 役
- 人生サイコウ!（2014年、藤澤浩和監督）
- 摂氏100℃の微熱（2015年1月24日、よしもとクリエイティブ・エージェンシー、岡本浩一監督） - 高瀬圭子 役
- 深夜食堂（2015年1月31日、松岡錠司監督） - 杉田あけみの友人役
- 風に立つライオン（2015年3月14日、東宝、三池崇史監督） - 島田航一郎の母
- マンガ肉と僕 Kyoto Elegy（2016年2月13日、和エンタテイメント/KATSU-do、杉野希妃監督） - さやか 役
- スキャナー 記憶のカケラをよむ男（2016年4月29日、東映、金子修介監督） - 伊藤忍 役[12]
- 無限の住人（2017年4月29日、ワーナー・ブラザース映画、三池崇史監督）
- Guest House（2017年12月23日、KATSU-do、チョ・ソンギュ監督） - ヒロコ 役[5]
- 増山超能力師事務所 激情版は恋の味（2018年、KATSU-do、久万真路監督） - 渚 役
- ごっこ（2018年、パル企画、熊澤尚人監督）
- ロックンロール・ストリップ（2020年8月14日、ベストブレーン、木下半太監督） - 冬音／旭川ローズ 役[13]

### 舞台
- 温羅の千年（高野陽子作、一心寺シアター倶楽） - 主演：五十鈴 役
- 日韓合同公演『島-isle』（2003年4月、金相秀作・演出、国際交流基金フォーラム）[注 3] - 主演
- ブラック・コメディ（2003年6月、ピーター・シェーファー：作、一心寺シアター倶楽） - キャロル・メルケット 役
- パラダイス ロスト（2004年4月、吉村一風・小鉢誠二作、プラネットホール） - 主演：ジュン 役
- ミュージカル『コンナムルの歌』（2005年2月、高貞子作・金秀吉演出、エルシアター大阪） - ミリャン 役
- 何日君再来〜イツノヒカキミカエル〜（2007年5月、羽原大介作・岡村俊一演出、日生劇場・梅田芸術劇場）
- 昔の女（2009年3月、ローラント・シンメルプフェニヒ作・大塚直翻訳・倉持裕演出、新国立劇場）
- パッチギ!（2009年12月、羽原大介作・茅野イサム舞台演出・井筒和幸総合演出、新国立劇場中劇場） - ガンジャ 役
- エンロン（2012年4月 - 5月、ルーシー・プレブル作・常田景子翻訳・デヴィッド・グリンドレー演出、天王洲 銀河劇場・シアターBRAVA!・名鉄ホール）
- 日韓合作舞台 ぼくに炎の戦車を（2012年11月 - 2013年2月、鄭義信作・演出、赤坂ACTシアター・梅田芸術劇場・韓国国立劇場ヘオルム劇場） - ホンスン 役、ミフィ 役（2役）
- アジア温泉（2013年5月、鄭義信作・ソン・ジェンチェク演出、新国立劇場中劇場）
- ゲバゲバッ!（2015年4月、羽原大介作・演出、笹塚ファクトリー）
- アイバノ☆シナリオ（2016年6月、コウカズヤ作・演出、ザ・ポケット）
- アメミット（2017年6月、青田ひでき作・演出、ザ・ポケット）
- アイバノ☆シナリオ（2017年7月、コウカズヤ作・演出、ザ・ポケット）
- 背中をみせて（2018年3月、水上竜士作・勝矢演出、ザ・ポケット）
- 海のホタル（2020年3月、大竹野正典作・得丸伸二演出、TBスタジオ）
- セールスマンの死（2021年1月、アーサー・ミラー作・徐賀世翻訳・長塚圭史演出、KAAT神奈川芸術劇場）
- サンソン ールイ16世の首を刎ねた男(2021年4月：白井晃演出、東京建物 Brillia HALL）
- 山本試験紙 vol.2『ピクトグラム』（2024年5月2日 ‐ 7日、山本試験紙作・杉本達、倉本朋幸演出、シアターサンモール）[14]
- 試験紙プロデュース『some day』（2025年2月20日 - 26日、倉本朋幸作・杉本達演出、シアターサンモール）[15]
- 日韓国交正常化60周年記念公演『焼肉ドラゴン』（2025年10月7日 - 12月21日〈予定〉、鄭義信作・演出、新国立劇場・芸術の殿堂・J:COM北九州芸術劇場・オーバード・ホール）[16]

### テレビドラマ
- 超星神グランセイザー（2003年、テレビ東京） - インパクター・ルシア 役
- ショコラ（2003年、毎日放送）
- 青春の門-筑豊編-（2005年、TBS）
- 連続テレビ小説
  - 『風のハルカ』（2005年 - 2006年、NHK） - 深田亜津子 役
  - 『マッサン』（2014年 - 2015年、NHK） - 桃子 役
- DRAMA COMPLEX 『ヘレンときよしの物語』（日本テレビ、2006年8月29日）
- 関ジャニ∞青春ドラマシリーズ『ダイブ・トゥ・ザ・フューチャー』（2006年12月27日、関西テレビ） - 桐島美鶴 役
- 積木くずし真相〜あの家族、その後の悲劇〜（2005年、フジテレビ）
- ミュージック×ドラマスペシャル Mの司会者（2006年、フジテレビ）
- 火曜ドラマゴールド『マイ☆スィートホーム〜夢野大吉・夢を売ります〜』（2007年、日本テレビ）
- 悪夢のエレベーター（2007年3月27日、関西テレビ） - 愛人 役
- 土曜ワイド劇場30周年特別企画『刑事殺し』（2007年5月19日、朝日放送）
- 怪奇大作戦 セカンドファイル 第1話（2007年、NHK） - 小栗沙希 役
- 牛に願いを Love&Farm 第1話 - 第5話 （2007年、関西テレビ） - りつこ 役
- 土曜プレミアム『太郎と次郎〜反省ザルとボクの夢〜』（2007年、フジテレビ）
- 未来遊園地（2007年9月28日、テレビ朝日） - 江崎佳奈美 役
- ネコナデ（2008年1月-3月、KBS京都ほか） - 金井響子 役
- バッテリー（2008年、NHK） - 小野薫子 役
- 愛の劇場『再婚一直線!』（2008年、TBS） - 谷崎裕美 役
- みゅうの足パパにあげる（2008年8月30日、日本テレビ） - 佐藤美奈（理学療法士） 役
- ツジツマ「マゼンタに気をつけろ」（2008年9月26日、テレビ朝日） - 友人 役
- チーム・バチスタの栄光（2008年10月-12月、関西テレビ） - 宮原加奈子 役
- 小児救命 第6話（2008年11月27日、テレビ朝日） - 橋本香織 役
- リセット 第9話（2009年3月12日、読売テレビ） - ミチコ 役
- 名探偵の掟（2009年4月-6月、テレビ朝日） - 森山瑞希 役
- ブザー・ビート〜崖っぷちのヒーロー〜（2009年7月-9月、フジテレビ） - 小牧雪乃 役
- 連続ドラマ小説 木下部長とボク 第8話（2010年3月4日、読売テレビ） - 看護師 役
- 新参者 第9話（2010年6月13日、TBS） - 岸田玲子 役
- もやしもん（2010年7月-9月、フジテレビ） - 武藤葵 役
- 流れ星（2010年10月-12月、フジテレビ） - 川元千鶴役
- 火車（2011年11月5日、テレビ朝日） - 本多郁美 役
- 赤川次郎原作 毒<ポイズン> 第2話（2012年10月11日、読売テレビ） - 高橋麻央 役
- でたらめヒーロー（2013年4月-6月、読売テレビ） - 久住恭子 役
- 東京バンドワゴン〜下町大家族物語 第6話（2013年11月16日、日本テレビ） - 三迫貴恵 役
- 慰謝料弁護士〜あなたの涙、お金に変えましょう〜 第2話（2014年1月16日、読売テレビ） - 戸川裕子 役
- S -最後の警官- 第9話（2014年3月9日、TBS） - 小野恵理子 役
- ホワイト・ラボ〜警視庁特別科学捜査班〜 第7話（2014年5月26日、TBS） - 若林栄子 役
- 金曜プレステージ『夏樹静子サスペンス 女請負人〜仕掛けられた女の罠〜』（2014年9月12日、フジテレビ） - 木下真由 役
- ドラマW『株価暴落』（2014年10月、WOWOW）
- ビンタ!〜弁護士事務員ミノワが愛で解決します〜 第6話（2014年11月6日、読売テレビ） - 小田律子 役
- 保育探偵25時〜花咲慎一郎は眠れない!!〜（2015年1月 - 3月、テレビ東京） - 長谷川環 役
- 五つ星ツーリスト〜最高の旅、ご案内します!!〜（2015年1月 - 3月、読売テレビ） - 木村紗枝 役
- プラチナエイジ（2015年3月 - 5月、東海テレビ） - 河原美咲 役
- 月曜ゴールデン・十津川警部シリーズ54「サンライズ出雲の女」（2015年4月13日、TBS） - 「カフェ ロージー」店員 役
- 民王（2015年、テレビ朝日） - タケルの母親 役
- はぶらし/女友だち（2016年1月 - 2月、NHK BSプレミアム） - 原口菜摘 役
- マネーの天使〜あなたのお金、取り戻します!〜 第10話（2016年3月10日、読売テレビ） - 武庫川雪子 役
- 私 結婚できないんじゃなくて、しないんです（2016年4月 - 6月、TBS） - 三好こず恵 役
- 土曜ワイド劇場『100の資格を持つ女11』（2016年6月18日、朝日放送） - 辻村里奈 役
- 99.9-刑事専門弁護士- 第9話（2016年6月12日、TBS） - 山城昌子 役
- 昼のセント酒 第11話（2016年6月18日、テレビ東京） - 焼肉屋・店員 役
- ドラマスペシャル『瀬戸内少年野球団』（2016年9月17日、テレビ朝日） - 中井美代 役
- 黒い十人の女（2016年9月 - 12月、読売テレビ） - 長谷川冴英 役
- 吉祥寺だけが住みたい街ですか?（2016年10月15日 - 12月24日、テレビ東京） - 温井しずか 役[17]
- A LIFE〜愛しき人〜（2017年1月15日 - 3月19日、TBS） - 赤木麗子 役
- マッサージ探偵ジョー 第7話（2017年5月21日、テレビ東京） - 姫川愛 役
- 民衆の敵〜世の中、おかしくないですか!?〜 第1-2話（2017年10月、 フジテレビ）
- インハンド EPISODE.8（2019年5月31日、TBS） - 都築潤子 役
- ベビーシッター・ギン! 第6話 (2019年8月4日、NHK BSプレミアム） - 牧村頼子 役
- ギルティ〜この恋は罪ですか?〜（2020年4月2日 - 8月6日、読売テレビ・日本テレビ系） - 弥生 役
- 青のSP―学校内警察・嶋田隆平― 第1-4話（2021年1月12日 - 2月2日、関西テレビ・フジテレビ） - 澤田敦子 役
- イチケイのカラス（2021年） - 小野田祥子 役
- ボイス 110緊急指令室 第2シーズン（2021年） - 川村由紀子 役
- 科捜研の女 Season21 第3話（2021年11月4日、テレビ朝日） - 佐々木絲 役[18]
- クロステイル 〜探偵教室〜 第7話・第8話（2022年5月21日・28日、東海テレビ・フジテレビ） - 小泉文乃 役
- WOWOWオリジナルドラマ　椅子 第4話「オモイデ」（2022年6月17日、WOWOW） - 店長 役[19]
- 旅屋おかえり 第7話・第8話「兵庫編」（2023年2月1日・2日、NHK BSプレミアム） - 荒川美子 役[20]
- 相棒 season21 第15話（2023年2月1日、テレビ朝日） - 古川すみれ 役[21]
- ジャンヌの裁き 第5話（2024年2月9日、テレビ東京） - 河村恵子 役[22]
- 警視庁ゼロ係〜スカイフライヤーズ〜（2024年7月22日、テレビ東京） - 加藤智子 役[23]
- Dr.アシュラ 第2話（2025年4月23日、フジテレビ） - 大黒香織 役[24]
- 人事の人見 第5話（2025年5月6日、フジテレビ） - 田代綾子 役

### オリジナルビデオ
- 超星神グランセイザー公式超技ビデオ（2004年、インパクタールシアの声）
- 湾岸フルスロットル（2008年6月）
- 湾岸フルスロットル2（2008年8月）

### バラエティ番組
- 先端研（日本テレビ）
- チョナン・カン（フジテレビ）
- デジ屋台（TBS）
- ほっとけ!3人組（2011年4月 - 、朝日放送）
- 痛快TV スカッとジャパン（フジテレビ）

### CM
- チョーヤ梅酒 さらりとした梅酒
- カバヤ食品 しっとりクッキー
- NTTドコモ四国 新世代携帯電話
- rhythm zone EXILE ATSUSHI『Love Ballade』（2014年）

### ミュージックビデオ
- d-iZe「線香花火」（2017年）

## 作品

### 写真集
- 超星神グランセイザーヒロインズ SAZER VISUAL（2004年、角川書店、ISBN 9784048537452）

### CD
- 超新星ソンジェ主演映画「Guest House」イメージアルバム（2017年7月26日、よしもとミュージックエンタテインメント、YRCS-95078/95079） 
#3 ソンジェ&ちすん「願い」